# Reserva de la biosfera del Área de Allariz
El área de Allariz es una reserva de la biosfera declarada el 25 de junio del año 2005 y que abarca los ayuntamientos de Allariz (comarca de Allariz-Maceda), La Bola (Terra de Celanova), Villar de Santos y Rairiz de Veiga (La Limia), todos ellos pertenecientes a la provincia de Orense. La reserva tiene una superficie de 21 482 hectáreas y en ella vive una población de menos de 10 000 personas.

## Geografía
La reserva de la biosfera está formada por una amplia depresión morfotectónica semiendorreica de fondo plano, con una altitud media de 600 m, por donde discurre el río Limia, y rodeada de un reborde montañoso del que destaca en su parte Norte el macizo granítico de Allariz, por donde discurre encajado el río Arnoya. El rango altitudinal abarcado oscila entre los 425 y los 927 m. El sitio tiene una gran importancia biogeográfica, pues es un territorio fronterizo entre las dos grandes regiones que existen en la península ibérica, como son el mundo Mediterráneo y el Eurosiberiano.

## Demografía
La población no llega a los 10 000 habitantes. Está altamente concienciada respeto a un modelo de desarrollo sostenible impulsado desde hace más de 15 años en la Reserva y que elevó sustancialmente su nivel de vida, y supuso un importante elemento de ordenación territorial desde hace tiempo.

## Flora y fauna
La riqueza y variedad de hábitats que se encuentran en el territorio permite la existencia de una alta diversidad faunística, con especies vulnerables o en peligro de extinción en Galicia.
En esta zona predomina el bosque plano caducifolio de zona templada con mosaico de prados y arroyos, y una larga historia de presencia humana con transición hacia ecosistemas mediterráneos. En la Reserva existen paisajes sobresalientes, multitud de sitios arqueológicos romanos y prerromanos, con zonas de montañas de baja altitud arboladas y humedales (Laguna de Antela) de gran importancia. Entre la fauna de vertebrados cabe destacar el lobo, a nutria, poblaciones de aves acuáticas de importancia y un alto índice de formas, sobre todo de anfibios, que constituyen endemismos ibéricos.

## Zonificación
La zonificación de la reserva se llevó a cabo a partir de un cuidadoso análisis que tuvo en cuenta a investigación científica, la opinión de la población, las cuestiones socioeconómicas, la legislación vigente, requerimientos del Programa el Hombre y la Biosfera y otra serie de cuestiones pertinentes. De este modo se establecieron tres tipos de zonas: Núcleo, Tampón y de Transición.

### Núcleo
Constituye el 0,7% de la reserva, lo que son unas 149,2 ha, compuestas por aquellos lugares en los que es posible encontrar ecosistemas naturales menos alterados y con un mayor grado de conservación.

#### Allariz
- El Briñal o Escaleras: 13 ha de un tramo bien conservado de vegetación de ribera del río Arnoia.
- El Canelar: 63 ha en la confluencia de los riachuelos de Fontes y del Canelar.
- El Foxo Vello: Zona a las orillas de un riachuelo, que ocupa 1 ha.

#### Rairiz de Veiga
- Vegas de Ponteliñares: 51 ha. Reducto del paisaje anterior al desecamiento de la Laguna de Antela.
- La Carballa de la Saínza, con una extensión de 1 ha, acoge un ejemplar de roble con nombre propio, “La carballa de la Saínza” o “de la Roca”. Fue declarada monumento natural.
- Castro de Castrelo: 8 ha. Área de interés patrimonial.
- Castro de San Miguel, de 3,5 ha. Área de especial interés patrimonial además de ser un magnífico observatorio de las Vegas de Ponteliñares.

#### Vilar de Santos
- El Ruxidoiro: 7,7 ha. Concentración de enterramientos prehistóricos y ecosistemas de bosque autóctono bien conservado constituidos por robles centenarios.

### Tampón
La zona tampón constituye el 4,9% (1.054,6 ha) del espacio, se trata de una zona de amortiguamiento de las posibles perturbaciones que puedan provenir de aquellas zonas con mayor actividad antropogénica. Estas actividades deben estar ceñidas a los diferentes Planes Generales de Ordenación de los ayuntamientos, en los cuales se contemplan ya figuras de protección para estas zonas. En las zonas tampón propuestas se están llevando a cabo actividades que contribuyen a mejorar la conservación, dentro de un marco de aprovechamiento sostenible de los recursos. Un buen ejemplo de eso son las explotaciones de ganadería autóctona en régimen extensivo que se están implantando en alguna de estas zonas. La participación en este programa de los vecinos de varias parroquias en concepto de propietarios de Montes Vecinales en mancomunidad lo hacen posible. Este proyecto de recuperación de superficies agrarias y forestales en estado de abandono recibió una mención de la ONU, y mereció la inclusión en el Catálogo de Buenas Prácticas .

### Transición
La Zona de transición es la de mayor extensión, con 20.278 ha, representando un 94,4% del total de la Reserva. La casi totalidad del territorio cuenta con Planes de Ordenación, salvo una pequeña parte que se corresponde con el municipio de A Bola, territorio en el que se está trabajando en un plan. En este territorio, al igual que en las zonas tampón, se están aplicando criterios de desarrollo sostenible de acuerdo con la Estrategia de Sevilla. De los cuatro municipios que componen la Reserva, el de Allariz es el que está experimentando un mayor crecimiento, debido a la puesta en marcha hace ahora 15 años de un proyecto de desarrollo a través de los recursos endógenos, que hizo posible que, a diferencia del resto de la provincia de Orense, Allariz esté ganando progresivamente población.